# Cattedrale di Poggio Mirteto
La cattedrale di Santa Maria Assunta è il principale luogo di culto della città di Poggio Mirteto, nel Lazio, e sede della sede suburbicaria di Sabina-Poggio Mirteto.

## Storia
I lavori per la costruzione della cattedrale hanno avuto inizio nel 1641. La nuova chiesa parrocchiale, dedicata a Santa Maria Assunta, fu benedetta nel 1684, entrò in funzione nel 1721 e fu consacrata il 3 ottobre del 1779 da mons. Contessini.
Nel 1841 Poggio Mirteto divenne sede di diocesi e la chiesa parrocchiale di Santa Maria Assunta venne elevata a cattedrale. Nel 1925 la diocesi di Poggio Mirteto fu unita alla diocesi suburbicaria di Sabina, con la quale forma l'attuale sede suburbicaria di Sabina-Poggio Mirteto.

## Descrizione
La cattedrale di Santa Maria Assunta presenta una facciata in cotto ed interno a tre navate, con tele raffiguranti una Madonna in trono con bambino, un Transito di san Giuseppe ed il Battesimo di Cristo. La cattedrale possiede anche numerosi elementi decorativi interni in marmo rosso di Cottanello come altari, balaustre, acquasantiere.

### La navata centrale
La volta della navata centrale ha un dipinto su tela che rappresenta san Gaetano da Thiene, opera relativamente recente (1931) dell'artista altoatesino Metello Helzel. Il dipinto mostra san Gaetano da Thiene che dall'alto di una scalinata frena con la forza della fede la devastazione sacrilega dei Lanzichenecchi durante il Sacco di Roma del 1527. L'artista, per rappresentare il santo patrono, ha preso ispirazione dal quadro dell'altare dedicato a san Gaetano e a santa Lucia.

### Il presbiterio
La navata centrale ha sullo sfondo il presbiterio con l'altare principale, sul quale troneggia un quadro rappresenta la Madonna Assunta in cielo di Giovanni Baglione (1566-1643). In alto campeggia la grande corona, sorretta da angeli e che sovrasta un ovale, con all'interno una colomba che simboleggia lo Spirito Santo. Il tutto è circondato da stucchi con angeli, raggiere e festone dorato. Il quadro centrale rappresenta la Madonna Assunta in cielo, attorniata da angeli, il sepolcro vuoto e gli apostoli che guardano ammirati. C'è anche san Paolo, riconoscibile per la spada. L'autore del quadro, Giovanni Baglione (Roma 1566- 1643) ha lasciato la sua firma e la data: “Eques I. Balionus Romanus pingebat 1613”(il Cavalier Giovanni Baglione Romano dipingeva 1613). Il quadro proviene dalla chiesa vecchia, che era dedicata anch'essa all'Assunta (attuale Sala Farnese).
Ai lati del quadro, ciascuna tra due colonne, in stucco ci sono la statua di san Pietro, a sinistra, e la statua di san Paolo, a destra.
Sulla parete destra le immagini dei santi Emidio e Donato, santi protettori contro i terremoti, sempre opera dell'altoatesino Metello Helzel.
Sulla parete sinistra c'è una interessante tela, che raffigura il battesimo di Gesù: la luce, che arriva lateralmente dall'alto, permette al pittore un gioco di luci e ombre, che animano la scena. L'attribuzione del quadro a Giacinto Brandi (Poli 1621- Roma 1691) è probabile, ma non certa.

### Altare
L'altare e la balaustra sono stati realizzati con marmo rosso di Cottanello. I due pilastrini, che iniziano la balaustra, hanno lo stemma comunale di Poggio Mirteto, costituito da tre monticelli sovrastati da una torre merlata con fronde di mirto ai lati.

### La navata di destra
Presenta tre cappelle.
La prima è la cappella del Crocifisso (crocifisso ligneo del XVII secolo). L'ovale sul lato destro dell'altare rappresenta sant'Agnese.
La seconda è la cappella dedicata alla Madonna del Rosario. Qui la Madonna, circondata da angeli, sorregge con il braccio destro il Bambino Gesù. Ella porge il rosario a san Liborio (che protegge dai calcoli renali: caratteristiche le pietruzze sul libro sorretto dal Santo); il Bambino consegna una corona a san Domenico, inginocchiato ai suoi piedi (caratteristico il cane con la fiaccola in bocca). Il quadro è del XVII secolo.
La terza è la cappella lauretana: la tela raffigura la traslazione della casa della Madonna da Nazaret a Loreto. La pala d'altare del XVII secolo mostra in alto uno stuolo di angeli, che trasportano la Santa Casa, la Madonna e il Bambino Gesù; in basso, il santo a sinistra è san Francesco di Paola, con la scritta Charitas, a destra c'è san Pasquale Baylon, devotissimo dell'eucaristia, rappresentata dal calice. Il dipinto è di buon livello artistico. Sull'altare è posto un ovale in legno, che ha, in basso, lo stemma del Comune di Poggio Mirteto e racchiude un dipinto (Roma 1786) di Gaetano Sortini, con i tre santi comprotettori di Poggio Mirteto, da sinistra a destra: sant'Emidio vescovo, san Filippo Neri e san Francesco Borgia.

### La navata di sinistra
Ha anch'essa tre cappelle.
La prima è la cappella dedicata a san Giuseppe. La tela di scuola umbro-romana del XVII secolo rappresenta il Transito di san Giuseppe, assistito dalla Madonna e da Gesù. Il personaggio in primo piano è san Nicola da Bari, sontuosamente vestito da Vescovo orientale con il pastorale in mano e in basso il tipico copricapo. Le tre palle dorate fanno riferimento alla sua carità verso tre fanciulle povere. Interessante sull'altare è l'ovale con raggiera in legno, che riproduce in tela l'immagine della Madonna della Misericordia, tanto venerata a Poggio Mirteto.
La seconda è la cappella dedicata a sant'Anna, che educa sua figlia Maria alle Sacre Scritture. L'opera del XVII secolo viene attribuita ad Antonio Gherardi (Rieti 1638-Roma 1702)
La terza è la cappella dedicata alla Madonna, a santa Lucia (occhi poggiati sul panno) e a san Gaetano da Thiene in cotta bianca e stola rossa. Nell'inventario della chiesa del 1749 e nelle Visite pastorali del secolo XVIII l'altare viene indicato come dedicato a santa Lucia e a san Francesco Saverio. Al centro dell'altare c'è la statua lignea di san Gaetano, fatta fare dalla Compagnia della Misericordia nel 1777 e custodita nella chiesa di San Giovanni fino al 1970, quando fu trasferita in Cattedrale. In fondo alla navata c'è la cappella del Santissimo Sacramento. Questa cappella era un tempo dedicata a sant'Innocenzo: l'affresco sul soffitto, opera di A.Colli, ne esalta l'ingresso in cielo. L'urna, contenente i resti del santo e regalata dal Cardinale Barberini il 29 aprile 1692, si trova attualmente sulla sinistra in alto, prima della cancellata della cappella.

### L'organo
Si tratta di un elemento di pregio. Fu commissionato ai fratelli Martinelli di Fratta di Perugia (Umbertide), che costruirono lo strumento nel 1847. La posa in opera e l'inaugurazione avvenne nel 1851. La spesa fu affrontata dal Vescovo mons. Nicola Crispigni e dai canonici della cattedrale, come è scritto a grosse lettere proprio sotto la cantoria con l'aggiunta In chordis et organo laudate eum. Lo strumento è stato restaurato negli anni all'inizio del duemila da un artigiano di un paese vicino, esperto di tali organi che ha operato per diverso tempo anche nel restauro di strumenti nel nord Europa. Il coro della Cattedrale di Poggio Mirteto esegue, con una certa regolarità, concerti d'organo, tenuti dal maestro Pino Rando.